# ギネス・ジョーンズ

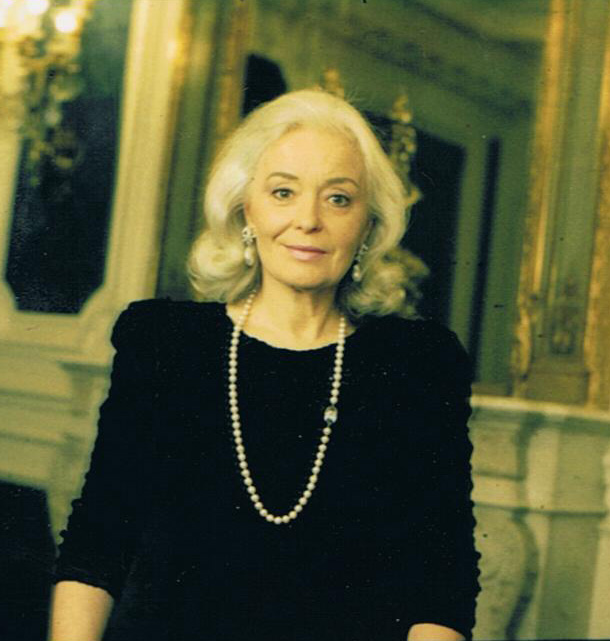
ギネス・ジョーンズ

ギネス・ジョーンズまたはグィネス・ジョーンズ（Dame Gwyneth Jones DBE, 1936年11月7日 - ）は、イギリスのソプラノ歌手。オペラと歌曲における優れた歌唱で知られる。

## 来歴
ウェールズのポントニュイで生まれ、ロンドンの王立音楽院で学んだ後、シエナとチューリヒでも研鑽を積んでいる。1962年にチューリヒ歌劇場でデビューし、1963年以降はロンドンのコヴェント・ガーデンで歌い、以後世界の著名な劇場で活躍する。1969年から1971年にかけてドイツ・グラモフォンで録音されたベーム指揮の『フィデリオ』（レオノーレ役）・『サロメ』（タイトル・ロール）・『さまよえるオランダ人』（ゼンタ役）の3点など、活躍の場が急速に拡がり、世界的な知名度を獲得するに至った。
彼女のレパートリーは幅広いが、特にワーグナー作品においての評価が高い。バイロイト音楽祭にも1966年から1982年まで出演し、『ニュルンベルクのマイスタージンガー』のエヴァ、『さまよえるオランダ人』のゼンタ、『パルジファル』のクンドリー、『タンホイザー』のエリーザベトおよびヴェーヌス（一人二役）、『ワルキューレ』のジークリンデ、『ニーベルングの指環』のブリュンヒルデを歌っている。とりわけパトリス・シェロー演出で1976年から1980年まで上演された『ニーベルンクの指環』は重要である。当初批判されがちだったシェローは、ジョーンズが5年間一貫して「私の『指環』を築く基盤」であったことへの強い謝辞を述べている（Till Haberfeld"Gwyneth Jones" Atlantis Musik Buch, 1991, p.116）。ほかにリヒャルト・シュトラウスのオペラに定評があり、サロメ・エレクトラ・ナクソス島のアリアドネ・エジプトのヘレナのいずれもタイトル・ロール、ばらの騎士のオクタヴィアンおよびマルシャリン、影のない女における染物屋の妻などの役において評価が高い。

1986年にはエリザベス2世女王より『デイム』の称号（男性ではナイト勲位）を授与された。また、1988年にドイツ連邦功労十字章一級、1991年にはウィーン州より黄金栄誉賞ほか、受賞歴も多数ある。現在はイギリスのワーグナー協会会長を務める。

## 日本での活動
日本には、1967年に第5次NHKイタリア歌劇団にヴェルディの『ドン・カルロ』で初来日。エリザベッタを歌った（オリヴィエーロ・デ・ファブリティース指揮）。

1974年のバイエルン国立歌劇場の引っ越し公演で、ワーグナーの『ワルキューレ』のジークリンデ（ヴォルフガング・サヴァリッシュ指揮）と、リヒャルト・シュトラウスの『ばらの騎士』のマルシャリン（カルロス・クライバー指揮）を歌っている。特に後者はクライバーの指揮が大評判となり、日本におけるクライバーの知名度を一気に高めた。クライバーによる1979年の同歌劇場での映像収録でもマルシャリンを歌っており、日本においてジョーンズのマルシャリン役は当たり役として認知された。

その後も1984年のハンブルク州立歌劇場の引っ越し公演での、日本初演となったリヒャルト・シュトラウスの『影のない女』のバラクの妻（クリストフ・フォン・ドホナーニ指揮）を歌っている。

1986年には、ウィーン国立歌劇場の引っ越し公演での、ワーグナーの『トリスタンとイゾルデ』のイゾルデ（ハインリヒ・ホルライザー指揮）を歌っている。

1991年には単独で来日し、リヒャルト・シュトラウスのリートのコンサートを、パテルノストロ指揮東京フィルとの共演で披露した。このときの演奏の一部は、Chandosレーベルから発売されたCDに収められている。

1992年にも来日し、サントリーホールの「ホール・オペラコンサートシリーズ」にて、マクベス夫人を、レナート・ブルゾンとの共演、グスタフ・クーンの指揮のもと歌った。このときの上演も、同時に制作されたCDで聞くことが出来る。

1993年には、5月から6月にかけてのメトロポリタン・オペラの引っ越し公演で『ワルキューレ』のブリュンヒルデ（ジェームズ・レヴァイン指揮）にて来日。さらに9月から10月にかけてベルリン・ドイツ・オペラの引っ越し公演で『トリスタンとイゾルデ』のイゾルデ（イルジー・コウト指揮）と『ローエングリン』のオルトルート（クリスティアン・ティーレマン指揮）を歌っている。このときの『トリスタンとイゾルデ』（ゲッツ・フリードリヒ演出）はBDにて発売され、専門家の高い評価を受けている（広瀬大介『もっときわめる! 1曲1冊シリーズ3 ワーグナー:《トリスタンとイゾルデ』2022年など）。

1997年にも来日し、ヨッヘン・コヴァルスキーとのジョイント・コンサートを開催した。

2003年には、日本舞台芸術振興会主催のガラ・コンサートに出演した。現在のところ、これが最後の来日となっている。